# Askospora

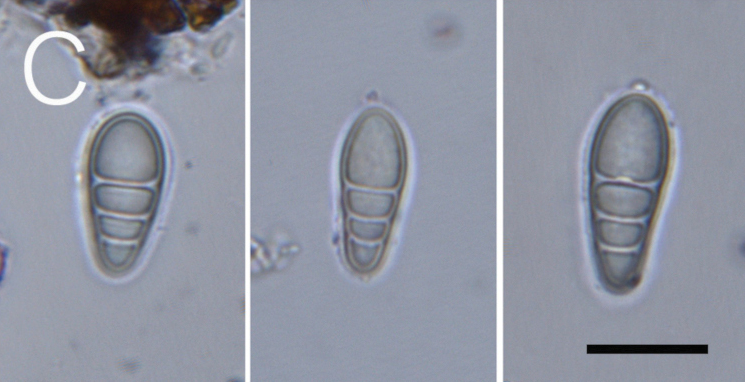
Askospory Coniocarpon z przegrodami

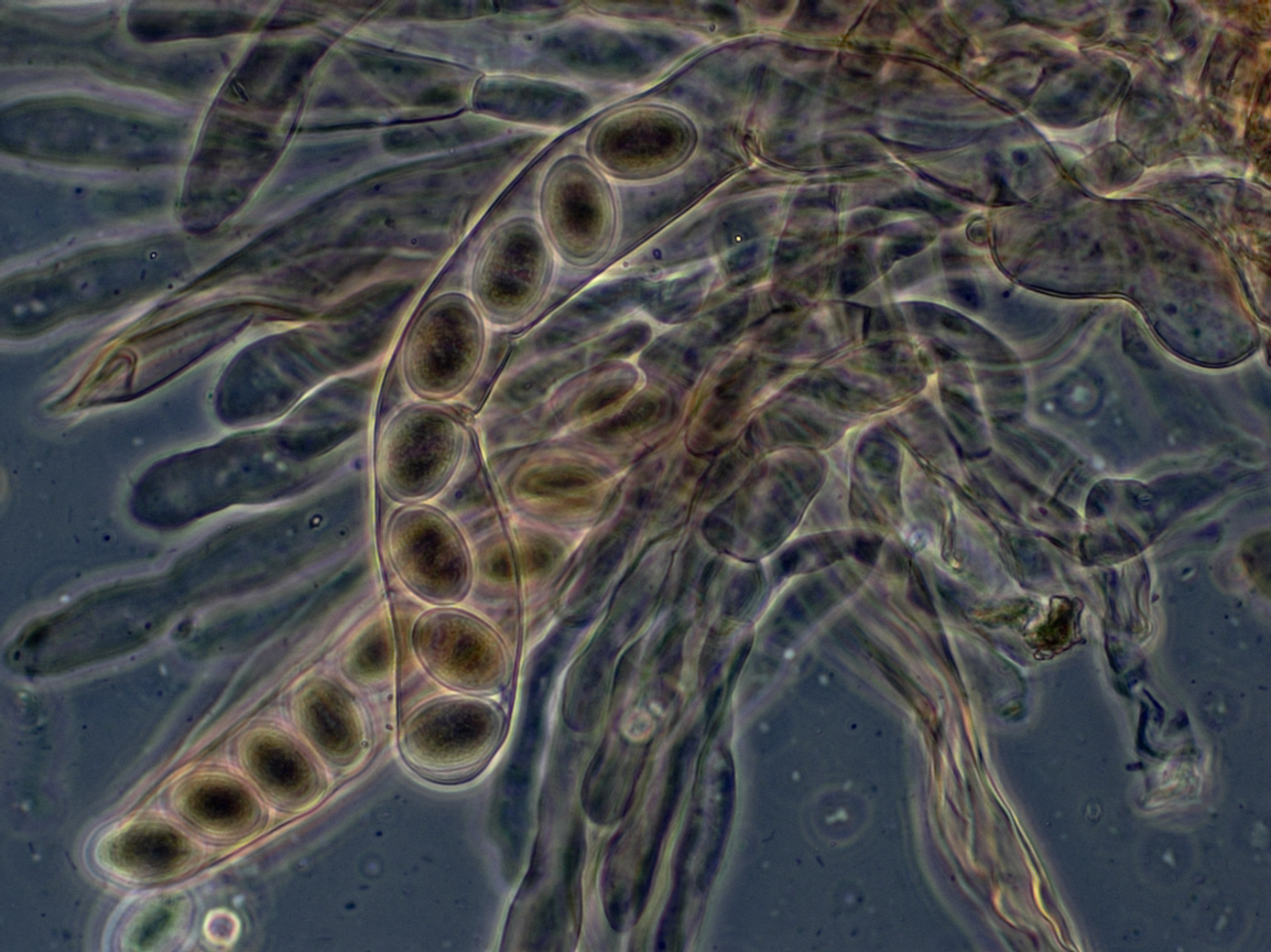
Worki smardza wyniosłego z askosporami

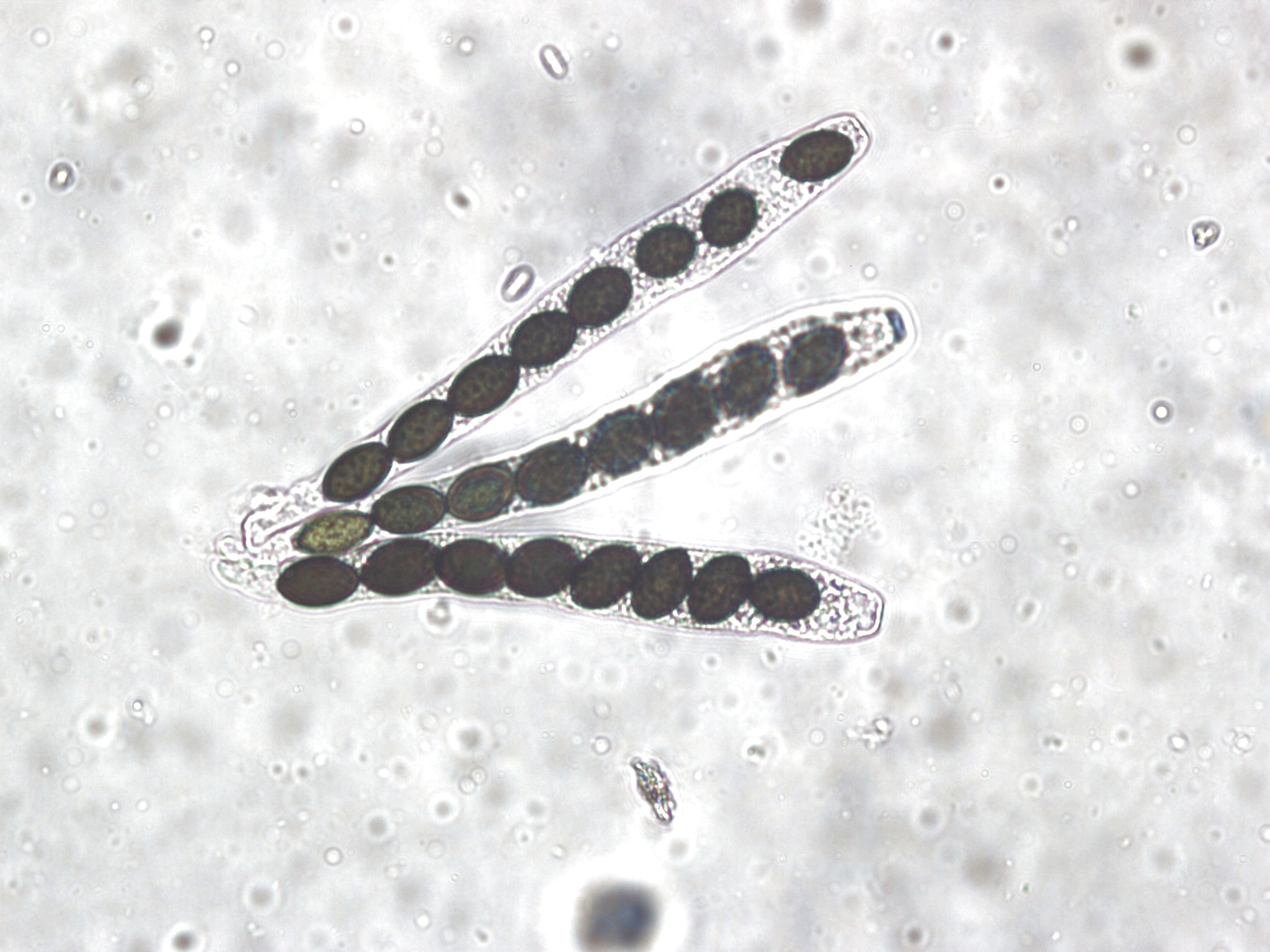
3 worki Sordaria fimicola z askosporami

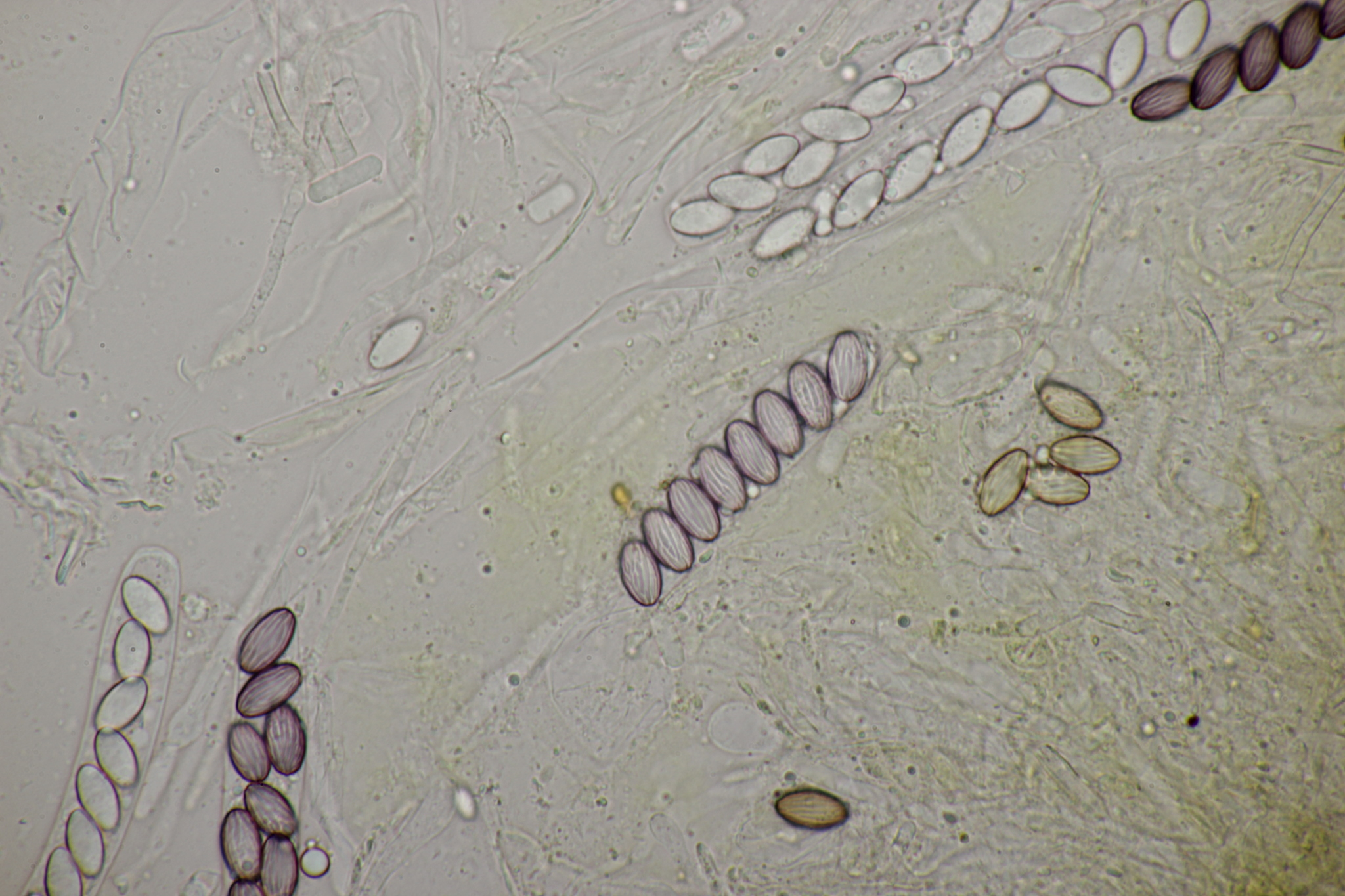
Askospory Ascobolus crenulatus na różnym etapie dojrzałości

Askospora, zarodnik workowy – haploidalny zarodnik (mejospora), typowy dla workowców. Powstaje w workach w wyniku rozmnażania płciowego zwanego askogamią. Przed wytworzeniem askospor następuje kariogamia, a po niej mejoza. Askospory powstają wewnątrz worka (endogenicznie) w wyniku tzw. swobodnego wytwarzania komórek (tj. po podziale jąder niezwiązanym ściśle z podziałem cytoplazmy).

## Morfologia askospor
Zwykle w worku powstaje osiem askospor, czasami jednak, w wyniku różnych zaburzeń ich liczba bywa inna. Może ich być więcej, np. u Dipodascaceae cztery, zdarzają się też różne inne liczby askospor.
Askospory mogą być jednokomórkowe, lub wielokomórkowe. U tych ostatnich przegroda oddzielająca poszczególne komórki zazwyczaj jest poprzeczna, tzn. komórki ułożone są szeregowo jedna za drugą. Często w miejscu przegrody zarodniki są mniej lub bardziej wcięte.
Ważną rolę przy identyfikacji gatunków odgrywają wymiar askospor. Podaje się je w μm, np. 9,5–11,5 × 4,5–6,5 μm, Q = 1,7–2,2, Qav = 1,9. Liczba Q oznacza stosunek długości zarodników do ich szerokości, Qav to średnia wartość tej liczby.
Morfologia askospor jest ważną cechą umożliwiającą identyfikację taksonów workowców. Bierze się pod uwagę takie cechy jak: rozmiar, kształt, grubość ścian i ich uwarstwienie, kolor ścianki i zawartości, przegrody, występowanie gutul i innych struktur (np. ciałka zarodnikowe, kanaliki lipidowe, jądra), reakcje barwne z odczynnikiem Melzera, KOH i innymi, oraz ornamentację ściany, przydatki lub galaretowate osłonki. Askospory mogą być gładkie lub ornamentowane, a ornamentacja ta może mieć postać chropowatości, brodawek, grzbietów, siateczki, kolców lub kolców połączonych grzbietami.
Istotne jest odróżnienie askospor niedojrzałych od dojrzałych. Dla prawidłowej identyfikacji gatunku czasami niezbędna jest analiza zarówno dojrzałych, jak niedojrzałych askospor. U Lasiosphaeria młode askospory są szkliste i kiełbaskowate, a po osiągnięciu dojrzałości stają się zabarwione i elipsoidalne. Pigmentacja askospor często pojawia się dopiero po ich uwolnieniu z worków. W niektórych zarodnikach dwukomórkowych (np. Hypocopra) komórka podstawna jest mała i znika przed osiągnięciem dojrzałości, w innych przypadkach przegroda pojawia się na późnym etapie rozwoju zarodników. W rodzinie Microascaceae czasami młode zarodniki są dekstrynoidalne, w stanie dojrzałym zaś tracą tę cechę. Istotne jest także odróżnienie żywych askospor od martwych. Często opisywane są askospory pozyskiwane z martwych, wysuszonych okazów (eksykatów), ale żywe, dojrzałe askospory wykazują bogactwo taksonomicznie informacyjnych cech morfologicznych, które zostały utracone. Dodatkowe cechy morfologiczne mogą także wystąpić w tzw, askosporach „overmature” (przejrzałych), będących na etapie kiełkowania. Np. u niektórych gatunków z rodzin Rutstroemiaceae, Cenangiaceae askospory po powstaniu są szkliste, ale w ciągu kilku lat zmieniają kolor. Także morfologia askospor zmienia się po ich obumarciu i pod działaniem KOH. U niektórych gatunków Vexillomyces, Myriodiscus i Tympanis niedojrzałe askospory przechodzą radykalne zmiany morfologiczne w żywym worku, zanim się z niego wydostaną. Gatunki te wytwarzają małe i kuliste lub duże i septowane „pierwotne” askospory, które kiełkują lub które nadal oddzielają się od ściany askospor, wytwarzając bardzo małe „wtórne” zarodniki zwane askokonidami. Skupiska askokonidów otoczone są błoną i przypominają kulki. W jednym worku może znajdować się od czterech do ośmiu askokonidiów i są one wydalane z worka jako niezależne jednostki.

## Uwalnianie się askospor
Dojrzałe zarodniki workowe mogą się z worków wydostawać na różny sposób. U niektórych gatunków ściany worków po dojrzeniu zarodników ulegają chemicznemu rozkładowi (lizie). Dość często ściana worka w pobliżu jego szczytu pęka. U innych na szczycie worka znajduje się otwierające się operculum (wieczko). Czasami na szczycie worków znajdują się specjalne aparaty apikalne umożliwiające wydostawanie się zarodników. W przypadku niektórych worków bitunikowych po dojrzeniu zarodników sztywna i gruba zewnętrzna warstwa worka pęka, a cienka i sprężysta warstwa wewnętrzna gwałtownie się wówczas rozpręża, jak z procy wyrzucając zarodniki (tzw. balistospory).